# Starobilsk
Starobilsk (ukrainisch Старобільськ – bis 1933 Старобільське/Starobilske; russisch Старобельск/Starobelsk) ist eine ostukrainische Stadt in der Oblast Luhansk 85 km nordwestlich von Luhansk am Fluss Ajdar gelegen. Die Stadt hat etwa 17.500 Einwohner (2016) und ist das administrative Zentrum des Rajon Starobilsk.

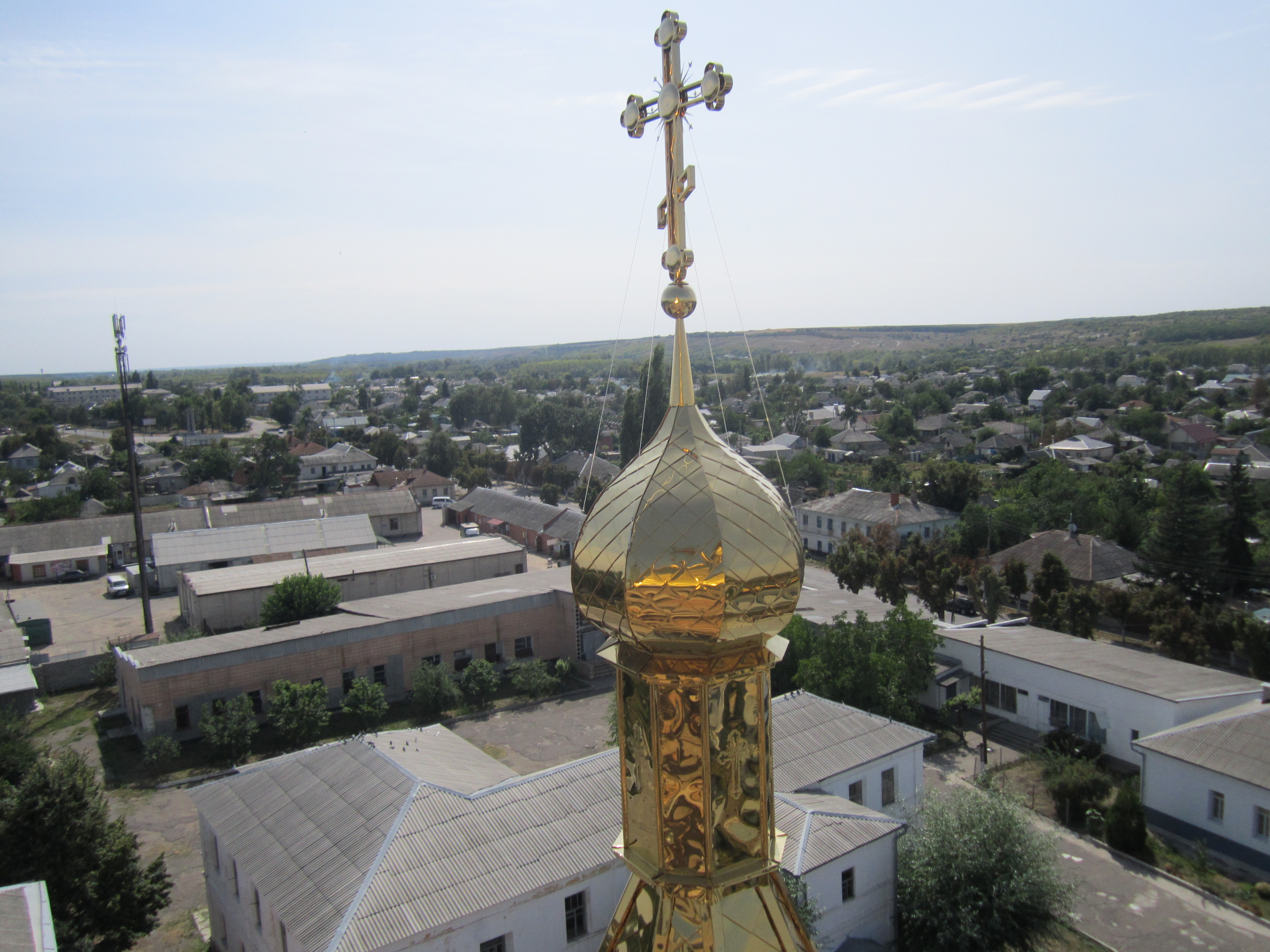
Blick von der Kirche auf die Stadt

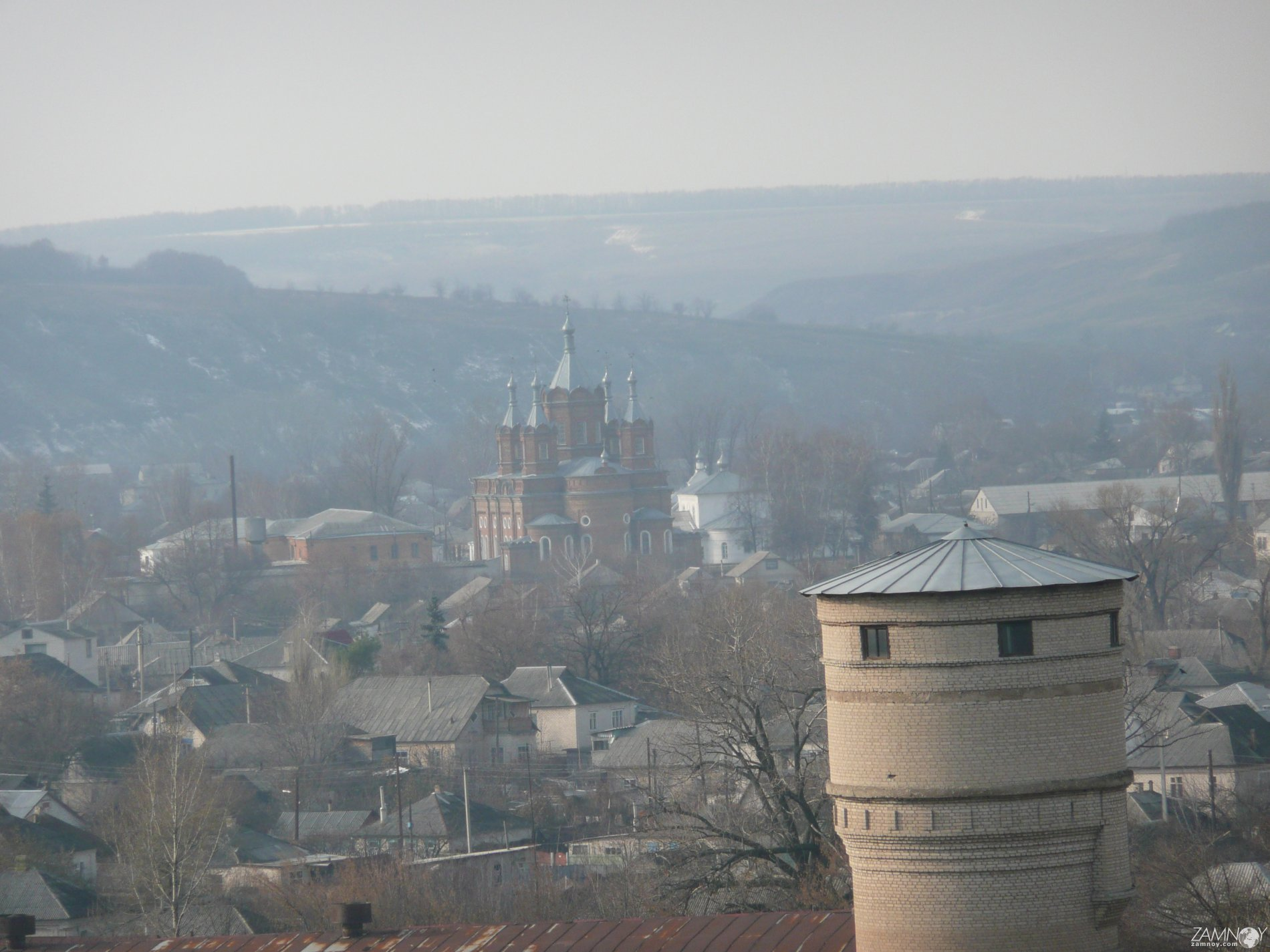
Kloster bei Starobilsk

## Geschichte
Die Sloboda Belski/Бельский wurde 1686 offiziell gegründet und 1730 in Staraja Belaja (Старая Белая) umbenannt. 1797 erfolgte die Umbenennung auf den heutigen Namen Starobelsk (Старобельск) bzw. ukrainisch Starobilsk(e). Im 19. Jahrhundert war die Stadt das Verwaltungszentrum des Ujesd Starobilsk im Gouvernement Charkow.
In einem ehemaligen Frauenkloster am Rande der Stadt befand sich während des Zweiten Weltkriegs das Sonderlager Starobelsk für kriegsgefangene polnische Offiziere. Ein Teil von ihnen, darunter acht Generäle und 380 Stabsoffiziere, wurden zwischen Anfang April und Mitte Mai 1940 mit der Bahn nach Pjatychatky bei Charkiw transportiert und dort vom NKWD erschossen. Die Massengräber wurden erst 1990 entdeckt. Der Massenmord an den Gefangenen des Lagers Starobilsk fand zeitgleich und unter denselben Umständen wie das Massaker von Katyn statt. Die Opfer von Starobilsk (polnisch: Starobielsk) werden auf der offiziellen polnischen „Liste von Katyn“ (Lista Katyńska) geführt, die auch die bei Kalinin erschossenen polnischen Polizisten, Grenzschützer und Justizbeamte aus dem nordrussischen Lager Ostaschkow einschließt.
Die Stadt wurde am 23. Januar 1943 von den deutschen Besatzungstruppen befreit und war somit die erste Stadt in der Ukrainischen Sowjetrepublik, die von der Roten Armee zurückerobert wurde.
Im Verlauf des Russischen Überfalls auf die Ukraine 2022 wurde Starobilsk im März von Einheiten der sogenannten Volksrepublik Lugansk eingenommen. Am 6. März 2022 entfernten Ortseinwohner die Flagge der selbsternannten Volksrepublik, steckten diese in Brand und begannen die Nationalhymne der Ukraine zu singen. In der Folge entwickelte sich Starobilsk zum logistischen Zentrum für das russische Militär, da es von Russland aus direkt per Eisenbahn erreicht werden kann.

## Verwaltungsgliederung
Am 12. Juni 2020 wurde die Stadt zum Zentrum der neugegründeten Stadtgemeinde Starobilsk (Старобільська міська громада/Starobilska miska hromada). Zu dieser zählen auch die 24 in der untenstehenden Tabelle aufgelistetenen Dörfer, bis dahin bildete sie die gleichnamige Stadtratsgemeinde Starobilsk (Старобільська міська рада/Starobilska miska rada) im Zentrum des Rajons Starobilsk.
Folgende Orte sind neben dem Hauptort Starobilsk Teil der Gemeinde:
| Name                     | Name            | Name                                   |
| ukrainisch transkribiert | ukrainisch      | russisch                               |
| ------------------------ | --------------- | -------------------------------------- |
| Balakyriwka              | Балакирівка     | Балакиревка (Balakirewka)              |
| Butkiwka                 | Бутківка        | Бутковка (Butkowka)                    |
| Dschemilne               | Джемільне       | Джемильное (Dschemilnoje)              |
| Dubowiwka                | Дубовівка       | Дубововка (Dubowowka)                  |
| Hanniwka                 | Ганнівка        | Анновка (Annowka)                      |
| Jehoriwka                | Єгорівка        | Егоровка (Jegorowka)                   |
| Kalmykiwka               | Калмиківка      | Калмыковка (Kalmykowka)                |
| Krynytschky              | Кринички        | Кринички (Krinitschki)                 |
| Kurjatschiwka            | Курячівка       | Курячовка (Kurjatschowka)              |
| Lewadne                  | Левадне         | Левадное (Lewadnoje)                   |
| Lyman                    | Лиман           | Лиман (Liman)                          |
| Maryniwka                | Маринівка       | Мариновка (Marinowka)                  |
| Nowoborowe               | Новоборове      | Новоборовое (Nowoborowoje)             |
| Nowodonbaske             | Новодонбаське   | Новодонбасское (Nowodonbasskoje)       |
| Nowoseliwka              | Новоселівка     | Новосёловка (Nowosjolowka)             |
| Nyschnjopokrowka         | Нижньопокровка  | Нижнепокровка (Nischnepokrowka)        |
| Pidhoriwka               | Підгорівка      | Подгоровка (Podgorowka)                |
| Polowynkyne              | Половинкине     | Половинкино (Polowinkino)              |
| Projischdsche            | Проїждже        | Проезжее (Projesscheje)                |
| Prokasyne                | Проказине       | Проказино (Prokasino)                  |
| Suchaniwka               | Суханівка       | Сухановка (Suchanowka)                 |
| Switle                   | Світле          | Светлое (Swetloje)                     |
| Tytariwka                | Титарівка       | Титаровка (Titarowka)                  |
| Werchnja Pokrowka        | Верхня Покровка | Верхняя Покровка (Werchnjaja Pokrowka) |

## Bevölkerungsentwicklung
| 1897  | 1923  | 1926   | 1939   | 1959   | 1970   | 1979   | 1989   | 2001   | 2010   | 2016   |
| ----- | ----- | ------ | ------ | ------ | ------ | ------ | ------ | ------ | ------ | ------ |
| 9.801 | 6.149 | 13.931 | 14.419 | 19.519 | 22.341 | 23.851 | 25.053 | 22.371 | 18.796 | 17.453 |

Quelle: 

## Städtepartnerschaft
Lublin in Polen ist seit dem 14. März 1996 Partnerstadt von Starobilsk.

## Persönlichkeiten

### Söhne und Töchter der Stadt
- Georgi Langemak (1898–1938), sowjetischer Konstrukteur sowie ranghoher Militäringenieur
- Nikolai Skljarow (1907–2005), sowjetisch-russischer Metallkundler
- Tamara Balesina (1913–2010), sowjetisch-russische Mikrobiologin
- Dmitri Poljakow (1921–1988), sowjetischer Offizier, spionierte fürs FBI und für die CIA
- Eduard Mudrik (1939–2017), sowjetischer Fußballspieler
- Wjatscheslaw Skomorochow (1940–1992), sowjetischer Hürdenläufer
- Serhij Schadan (* 1974), ukrainischer Schriftsteller, Dichter und Übersetzer

### Persönlichkeiten, die vor Ort gewirkt haben
- Iwan Switlytschnyj (1929–1992), Literaturkritiker, Dichter, Übersetzer, Menschenrechtsaktivist und Dissident